# Гильом II де Понтье
Гильом II Талвас (фр. Guillaume II Talvas; после 1178 — 6 октября 1221) — граф Понтьё с 1191 года, барон дю Соснуа из дома Монгомери.
Сын Жана I де Понтьё и Беатрисы де Сен-Поль. Женился на Адели Французской — дочери короля Людовика VII.
Адель была помолвлена с Ричардом Львиное Сердце и отправилась в Англию к своему жениху. Там её сделал своей любовницей король Генрих II, который несколько лет пользовался её услугами. После вступления на престол Ричард отверг неверную невесту, и она вернулась во Францию. Король Филипп Август выдал её замуж за Гильома де Понтьё, свадьба состоялась 20 августа 1195 года. Невеста была старше жениха на 15-20 лет.
Адель принесла в приданое графства Э, Арк и 5000 марок деньгами.
Летом 1210 года Гильом де Понтьё отправился в крестовый поход против альбигойцев и участвовал в осаде Терма. В битве при Бувине (1214 год) командовал левым крылом армии Филиппа Августа.

## Семья
У Гильома де Понтьё и Адели Французской было трое детей:
- Жан II († 1214), убит в битве (при Бувине?)
- Мария (ум. 1250 или 1251),  графиня Понтьё, 1-й муж Симон де Даммартен (ум. 1239), граф Омаля и Даммартена; 2-й муж - Матьё де Монморанси (ум. 1250).
- Изабелла, монахиня, потом аббатиса.